# Birabenia
Genre
Synonymes
- Melloicosa Roewer, 1960

Birabenia est un genre d'araignées aranéomorphes de la famille des Lycosidae.

## Distribution
Les espèces de ce genre se rencontrent en Argentine et en Uruguay.

## Liste des espèces
Selon World Spider Catalog (version 17.0, 03/04/2016) :
- Birabenia birabenae Mello-Leitão, 1941
- Birabenia vittata (Mello-Leitão, 1945)

## Étymologie
Ce genre est nommé en l'honneur de Max Birabén.

## Publication originale
- Mello-Leitão, 1941 : Las arañas de Córdoba, La Rioja, Catamarca, Tucumán, Salta y Jujuy colectadas por los Profesores Birabén. Revista del Museo de La Plata (Nueva Serie, Zoología), vol. 2, p. 99-198.